# Dux Logroño
El Dux Logroño es un club de fútbol español de la ciudad de Logroño (La Rioja) que actualmente compite en la Liga F desde su ascenso en la temporada 2024-25.

## Historia
Los orígenes de la entidad se remontan al año 2000, cuando Iván Antoñanzas y Francisco J. Rivillas, ambos licenciados en Educación Física, idearon un proyecto de integración de varios colegios y centros educativos de Logroño. El primer colegio en unirse al proyecto fue el CP Las Gaunas en 2005, al que siguieron otros centros como CP Gonzalo de Berceo, CP Duquesa de la Victoria, CP Castroviejo, CP Divino Maestro, CP Guindalera y CD La Hípica, entre otros.
La institución se fundó oficialmente en febrero de 2008 con el nombre de Club Deportivo Escuelas de Fútbol de Logroño. Desde entonces, ha desarrollado un conjunto de equipos de todas las edades: baby fútbol, escolares, juveniles, cadetes, alevín, infantil y un equipo femenino sénior. También cuentan con numerosos equipos de fútbol sala, fútbol 7 y fútbol 11. Entre las jugadoras profesionales formadas en su cantera destaca Ana Tejada, campeona de Europa sub-17, que desde la temporada 2024-25 compite con el Utah Royals. 
El 1 de julio de 2021, el club fue comprado por DUX Gaming (cuyos socios son los futbolistas Thibaut Courtois y Borja Iglesias y el YouTuber DjMariio) y pasó a llamarse DUX Logroño.
A finales del año 2024, el club adquiere las instalaciones de "La Isla", anteriormente pertenecientes al C. D. Berceo para impulsar sus secciones deportivas.

## Equipo femenino
El 3 de junio de 2018 el equipo femenino consiguió el ascenso a Primera División tras eliminar en playoffs al C. D. TACON. En la temporada 2018-19, primera temporada en la máxima categoría, consiguió el objetivo de la permanencia en la Liga Iberdrola al finalizar la temporada en el 11.º puesto.
En la temporada siguiente, la 2019-20, el equipo consiguió llegar por primera vez a la final de la Copa de la Reina, donde cayeron por 3-0 contra el F. C. Barcelona.
En la temporada 2020-21 descendieron a la 2.ª División tras acabar en el puesto 17.º.
Tras cuatro temporadas en la segunda división del fútbol español, en la temporada 2024-25, el DUX consiguió clasificarse para la promoción de ascenso como 4.º clasificado. Tras eliminar a S. E. AEM y C. P. Cacereño consiguió el ascenso de nuevo a la Liga F.

### Organigrama deportivo

#### Jugadoras
La plantilla y el cuerpo técnico del primer equipo femenino para la actual temporada son los siguientes:

### Palmarés
Nota: en negrita competiciones vigentes en la actualidad.
| Competición nacional   | Títulos                             | Subcampeonatos |
| ---------------------- | ----------------------------------- | -------------- |
| Segunda División (2/0) | 2015-16 (Gr. II), 2017-18 (Gr. II). |                |
| Copa de la Reina (0/1) |                                     | 2019-20.       |

| Competición regional          | Títulos | Subcampeonatos |
| ----------------------------- | ------- | -------------- |
| Territorial de La Rioja (1/0) | 2011-12 |                |

### Histórico de temporadas
| Temporada | Categoría    | Puesto | Copa de la Reina |
| --------- | ------------ | ------ | ---------------- |
| 2011-12   | Territorial  | 1.º    |                  |
| 2012-13   | 2.ª División | 9.º    |                  |
| 2013-14   | 2.ª División | 9.º    |                  |
| 2014-15   | 2.ª División | 4.º    |                  |
| 2015-16   | 2.ª División | 1.º    |                  |
| 2016-17   | 2.ª División | 3.º    |                  |
| 2017-18   | 2.ª División | 1.°    |                  |
| 2018-19   | 1.ª División | 11.°   | Octavos de final |

| Temporada | Categoría      | Puesto | Copa de la Reina       |
| --------- | -------------- | ------ | ---------------------- |
| 2019-20   | 1.ª División   | 7.°    | Final                  |
| 2020-21   | 1.ª División   | 17.°   |                        |
| 2021-22   | 2.ª División   | 4.°    | Dieciseisavos de final |
| 2022-23   | 1.ª Federación | 8.º    | 2.ª ronda              |
| 2023-24   | 1.ª Federación | 7.º    | 2.ª ronda              |
| 2024-25   | 1.ª Federación | 4.º    | Octavos de final       |
| 2025-26   | Liga F         |        |                        |

| LEYENDA       | LEYENDA               |
| ------------- | --------------------- |
| Crecimiento   | Ascenso de categoría  |
| Decrecimiento | Descenso de categoría |

### Participaciones en Copa de la Reina
| Temporada | Ronda                  | Rival               | Resultado    |  |
| --------- | ---------------------- | ------------------- | ------------ |  |
| 2018-19   | Octavos de final       | U. D. Salamanca     | 0-1          |  |
| 2019-20   | Octavos de final       | R. C. D. Espanyol   | 0-2          |  |
| 2019-20   | Cuartos de final       | R. Betis            | 1-0          |  |
| 2019-20   | Semifinal              | Athletic Club       | 0-0 (p. 3-1) |  |
| 2019-20   | Final                  | F. C. Barcelona     | 0-3          |  |
| 2021-22   | 2.ª Ronda              | Santa Teresa C. D.  | 1-0          |  |
| 2021-22   | Dieciseisavos de final | Villarreal C. F.    | 0-0 (p. 4-5) |  |
| 2022-23   | 1.ª Ronda              | Unión Viera C. F.   | 0-2          |  |
| 2022-23   | 2.ª Ronda              | Córdoba C. F.       | 2-1          |  |
| 2023-24   | 1.ª Ronda              | C. D. Getafe        | 1-5          |  |
| 2023-24   | 2.ª Ronda              | Real Oviedo         | 1-0          |  |
| 2024-25   | 1.ª Ronda              | C. D. Pradejón      | 0-4          |  |
| 2024-25   | 2.ª Ronda              | D. Alavés Gloriosas | 2-4          |  |
| 2024-25   | 3.ª Ronda              | S. D. Eibar         | 1-0          |  |
| 2024-25   | Octavos de final       | Madrid C. F. F.     | 2-4          |  |

### Participaciones en promociones de ascenso
| Temporada | Liga               | Ronda     | Rival          | Ida | Vuelta | Global |  | Ascenso |
| --------- | ------------------ | --------- | -------------- | --- | ------ | ------ |  | ------- |
| 2015-16   | Segunda División   | Semifinal | R. Betis       | 1-2 | 4-0    | 1-6    |  |         |
| 2017-18   | Segunda División   | Semifinal | Real Oviedo    | 2-0 | 1-0    | 2-1    |  |         |
| 2017-18   | Segunda División   | Final     | C. D. TACON    | 1-1 | 1-2    | 3-2    |  |         |
| 2024-25   | Primera Federación | Semifinal | S. E. AEM      | 3-1 | 1-0    | 3-2    |  |         |
| 2024-25   | Primera Federación | Final     | C. P. Cacereño | 0-3 | 3-1    | 1-6    |  |         |